# Західна Золота Липа
За́хідна Золота́ Ли́па — назва верхньої частини річки Золота Липа. Протікає в межах Золочівського і Перемишлянського районів Львівської області та Тернопільського району Тернопільської області.
Витоки розташовані в с. Майдані-Гологірському. Після злиття зі Східною Золотою Липою (між селами Жуків та Гиновичі) річка називається просто Золота Липа.